# Lupo vichingo
Lupo vichingo (Vikingulven) è un film del 2023 diretto da Stig Svendsen. 

## Trama
Durante un'incursione vichinga in un monastero in Normandia nel 1050, i razziatori ignorano le suppliche dei monaci e spalancano una porta, trovando un cucciolo di lupo. Ignorando il fatto che sia un segugio infernale, lo portano con loro in Norvegia ma, all'arrivo della nave, tutti i vichinghi sono morti e l'animale fugge nella foresta.
Mille anni dopo, nell'odierna città norvegese di Nybo, la diciassettenne Thale si è appena trasferita con la famiglia a causa della madre Liv, un'agente di polizia, in seguito alla morte del padre. Thale ha una relazione tesa con la genitrice e con il patrigno Arthur e l'unica persona con cui ha ancora un rapporto manifestamente affettuoso è la sorella sorda Jenny.
Un giorno, Thale viene invitata dal suo amico Jonas a una festa nei boschi organizzata dai ragazzi di Nybo. La ragazza viene però isolata e anche Jonas si allontana per andare a parlare con Elin, la figlia del sindaco. I due vanno nei boschi e Thale li segue, ma i ragazzi subiscono l'improvviso attacco di una creatura, che ferisce Thale alla spalla e trascina via Elin. La polizia, campeggiata da Liv e dallo sceriffo Eilert, parte alla ricerca della ragazza, trovando il suo telefono insanguinato e un grosso artiglio.
Il giorno seguente, i partecipanti alla festa vengono interrogati ma non sanno fornire una descrizione dell'animale che li ha assaliti. Il corpo mutilato di Elin viene trovato nel bosco e l'autopsia rivela che la ragazza è stata uccisa da una grossa bestia, che Liv sospetta possa essere un lupo. Lars, un misterioso uomo dal braccio solo, va alla stazione di polizia e afferma che la bestia assassina è un lupo mannaro che lui sta inseguendo da tutta la vita in Scandinavia. Liv non gli crede e lo scaccia, ma l'uomo prima le lascia una pallottola d'argento sostenendo che sia l'unica cosa in grado di uccidere l'animale. William, un esperto chiamato in causa, conferma che la creatura che ha ucciso Elin è un lupo, sebbene di dimensioni insolitamente grandi, quindi viene aperta la caccia contro la bestia.
Nel frattempo, Thale comincia a essere perseguitata da strani sogni e visioni, mentre i suoi sensi subiscono sbalzi innaturali. La polizia trova un altro cadavere decapitato nei boschi, subito prima di subire un'aggressione da parte del lupo, che decima il gruppo finché Liv non riesce a ucciderlo con il proiettile d'argento datole da Lars. L'unico altro superstite della squadra è Eilert, che cade in coma. William rivela che il lupo ucciso era immune a tutti i proiettili che ha ricevuto tranne quello d'argento, quindi i due ipotizzano di aver avuto a che fare davvero con un lupo mannaro. La città si rassicura, pensando che la bestia sia stata uccisa definitivamente.
Thale continua a soffrire di strani cambiamenti, oltre che a provare rimorso per la morte di Elin. Una notte si incontra con Jonas, che la invita a superare l'incontro traumatico con la bestia; tuttavia, in quel momento, sorge la luna piena e Thale si trasforma in un lupo mannaro che attacca e uccide Jonas.
Con i ritrovamenti dei resti del ragazzo, si intuisce che l'animale che ha causato la sua morte è simile a quello che ha ucciso Elin. Liv visita Lars, che le spiega che, una volta che un essere umano si trasforma in un lupo mannaro, perde la ragione e viene mosso solo dalla sete di sangue umano; l'unico modo per porre fine alla maledizione è uccidere l'intera stirpe di lupi mannari. Scoprendo che Eilert è stato infettato dalla bestia, Lars va in ospedale e spegne di nascosto il suo sistema di supporto vitale.
Thale si risveglia e, realizzando quello che ha fatto, cerca di scappare a Oslo con un autobus notturno, ma si trasforma nuovamente con la luna piena e attacca gli altri passeggeri, facendo schiantare il veicolo. Liv raggiunge il luogo dell'incidente insieme a William, che le dice che, nel corpo del lupo, c'era DNA umano, quindi hanno a che fare con un vero lupo mannaro e Liv intuisce che la figlia lo è diventata a sua volta.
Thale, nella sua forma di lupo mannaro, torna a casa e si avvicina a Jenny, riuscendo a controllarsi in sua presenza. Arthur arriva e la combatte, poi fugge con Jenny in città, ma si schianta con l'auto e istiga Jenny a fuggire, essendo ancora inseguita da Thale. Liv e William arrivano e vengono quasi uccisi da Thale, ma Jenny riesce a trafiggere la sorella con un dardo tranquillante.
Thale viene tenuta in una clinica veterinaria ancora addormentata nella sua forma da lupo e Liv si avvicina, preparandosi a ucciderla con un proiettile d'argento. La scena seguente mostra Liv tornare a casa e mettere la pallottola d'argento accanto a una foto di Thale, lasciando ambiguo se abbia ucciso la figlia per porre fine alle sue sofferenze o se l'abbia rilasciata lontano dalla civiltà.

## Distribuzione
Il film è stato distribuito sulla piattaforma Netflix a partire dal 3 febbraio 2023.